# Harmonische

Schwingungsmoden einer Saite. Die erste Schwingung stellt die Grundschwingung mit der Grundfrequenz f dar. Die weiteren Schwingungen zeigen die ersten 6 Oberschwingungen mit Vielfachen der Grundfrequenz.

Eine Harmonische ist in der klassischen Physik und Technik eine harmonische Schwingung, deren Frequenz ein ganzzahliges Vielfaches einer Grundfrequenz ist. Eine Harmonische oberhalb der Grundfrequenz wird auch Oberschwingung,  Oberwelle und in der Musik Oberton genannt.
Als Funktion der Zeit beschreibt die Harmonische eine rein sinusförmige Schwingung. Harmonische spielen in der Musik wie auch in der Mechanik, Elektrotechnik und Optik eine Rolle.

## Bezeichnungen
Die Ordnungszahl einer Harmonischen bezieht sich auf das Verhältnis ihrer eigenen Frequenz zur Grundfrequenz, die n-te Harmonische hat die n-fache Frequenz der Grundschwingung.
Bei Verwendung der Begriffe Oberschwingung, Oberwelle und Oberton entspricht die Frequenz dem n+1-fachen. Der erste Oberton ist also die zweite Harmonische und hat die doppelte Frequenz der Grundschwingung.

## Grundlagen

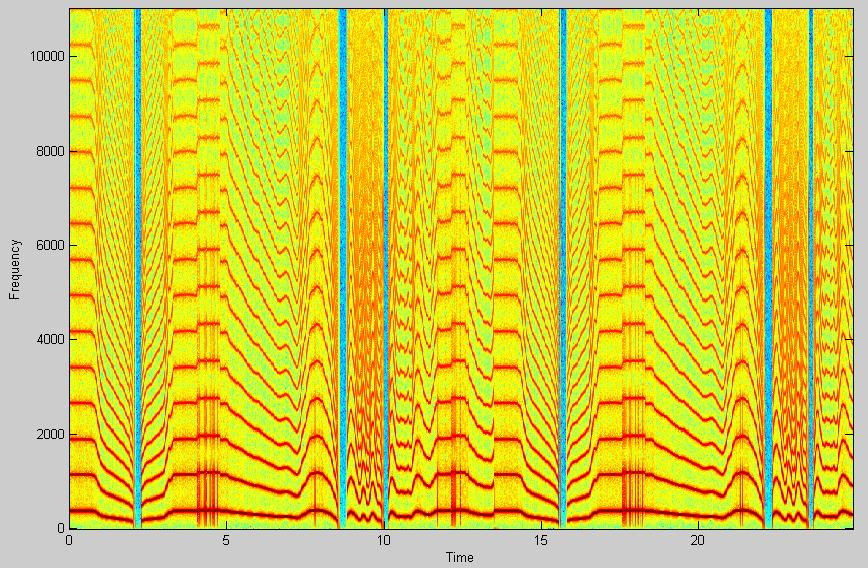
FFT-Analyse eines oberschwingungsreichen, frequenzmodulierten Nf-Signals

Mit der DFT kann man beliebige Signalverläufe, die z. B. mit einem Musikinstrument als Ton oder einem Oszillator als elektrisches Audiosignal oder sonstiges Signal erzeugt werden, in ihr Frequenzspektrum zerlegen. Technisch kann diese Analyse mit einem Spektrumanalysator durchgeführt werden.
Für jedes periodische Signal zeigt sich, dass sich dieses in eine sinusförmige Grundfrequenz f und viele weitere sinusförmige harmonische Frequenzen mit ganzzahligen Vielfachen der Grundfrequenz 2 f, 3 f, 4 f usw. zerlegen lässt. In der Analyse erweisen sich beliebige periodische Signalverläufe als Summe von u. U. unendlich vielen sinusförmigen Signalen. Die Umkehrung dieses Sachverhalts für die Synthese von periodischen Signalen ist ebenfalls möglich, jedoch kann durch Analyse und anschließende Synthese das Original nicht mehr absolut exakt wiederhergestellt werden. Im Gegensatz zur Analyse von periodischen Signalverläufen ergibt die Zerlegung eines nicht-periodischen Signals ein kontinuierliches Frequenzspektrum, das alle Frequenzen enthalten kann.

## In der Musik
Bei  harmonisch komplexen Tönen stehen die Frequenzen untereinander und zur Grundfrequenz in ganzzahligem Verhältnis. In der Musik werden gleichzeitig erklingende Töne mit solchen Frequenzverhältnissen als harmonischer Klang empfunden und die Oberschwingungen als Oberton bezeichnet. Daher rührt die Bezeichnung im hier beschriebenen allgemeineren Zusammenhang. Bei  angenähert harmonisch komplexen Tönen haben höhere Frequenzanteile einen nicht genau ganzzahligen Bezug zur Grundfrequenz und weisen bereits einen nicht zu vernachlässigenden Anteil an Inharmonizität auf.
Bei gering harmonischen komplexen Tönen weisen Tonsignale Teiltonfrequenzen auf, die bereits erheblich vom harmonischen Muster abweichen. Dazu gehören alle Klänge, welche durch Anschlagen von Glocken, Stäben oder Röhren oder membranartigen Körpern entstehen.
In der Musik ist das Signal ein Klang. Jeder Klang setzt sich aus dem Grundton und den Obertönen zusammen. Hier bestimmen die relativen Stärken, physikalisch die Amplitudenverhältnisse der Obertöne, die Klangfarbe des Tons. Bei Begriffen wie Teiltönen, Partialtönen oder harmonischen Frequenzen wird in der Audiotechnik die Grundfrequenz mitgezählt. Spricht man von Obertönen, wird die Grundfrequenz nicht mitgezählt und nur die Vielfachen der Grundfrequenz betrachtet.
In der Literatur finden sich auch noch Bezeichnungen wie Subharmonische Tonreihe, die angelehnt an die mathematischen Definitionen für Subharmonische Funktion zu sehen ist.

### Beispiel: Kammerton a' und die ersten vier Harmonischen
Diese Tabelle zeigt den Grundton a' (das ist der Kammerton mit der Grundfrequenz f = 440 Hz) und seine ersten drei Obertöne mit ihrer jeweiligen Ordnung n und ihren Frequenzen. Die n. Harmonische hat allgemein die Frequenz n·f.
| Frequenz | 1·f = 440 Hz   | 2·f = 880 Hz   | 3·f = 1320 Hz  | 4·f = 1760 Hz  |
| Ordnung  | n = 1          | n = 2          | n = 3          | n = 4          |
|          | Grundton       | 1. Oberton     | 2. Oberton     | 3. Oberton     |
|          | 1. Teilton     | 2. Teilton     | 3. Teilton     | 4. Teilton     |
|          | 1. Harmonische | 2. Harmonische | 3. Harmonische | 4. Harmonische |

## In der Elektrotechnik
In der Elektrotechnik und Nachrichtentechnik bestimmt der Anteil an Signalen mit harmonischen Frequenzen, die bei der Durchleitung durch ein nichtlineares System (z. B. Verstärker oder Übertragungsstrecke) zum ursprünglichen Signal dazukommen, wie stark dieses sinusförmige Eingangssignal (mit der Grundfrequenz) bei der Durchleitung verzerrt wird. Diese Verzerrungen werden als Klirrfaktor bewertet. Die dabei entstehenden ganzzahligen Vielfachen der Grundfrequenz werden am Ausgang des Systems der Grundfrequenz überlagert. In der Leistungselektronik bilden die, beispielsweise durch Gleichrichter erzeugten, harmonischen Frequenzen störende Rückwirkungen auf das mit Wechselspannung betriebene öffentliche Versorgungsnetz. Die auftretenden harmonischen Frequenzen oberhalb der Netzfrequenz werden mittels der Leistungsfaktorkorrektur reduziert.